# 三河內站
三河內站（日语：／ Mikawachi eki */?）是位於長崎縣佐世保市三川內，屬於九州旅客鐵道（JR九州）的佐世保線車站。
雖然本站的站名為三河內，但是車站地址及公共設設等均使用三川內之名。

## 車站構造
現時使用中的為以木建成的簡易式單層站房，開放式出入口及閘口位於站房中央位置；左側為設有趟門旳候車室，室內設有展示一座，並擺放了一個以有田燒所燒出的碗；候車座椅也是採用了有田燒所製成的獨立式座椅，配以木板所搭成的枱面；至於右側則為男、女共用式洗手間，入口設於月台上。

### 月台
設有2座側式月台，長度約為180米，月台之間以跨線行人天橋連接。其中1號月台向有田方向仍保留了已棄用的港灣式貨物列車停泊處。各月台都設有附上蓋及背板的候車亭，但遠離站房的2號月台，其候車亭比1號月台的候車亭為大。
部份特急列車會在此交會，但不作上、落乘客之用。
| 月台 | 路線      | 上下行 | 方向                         | 備註                                                 |
| ---- | --------- | ------ | ---------------------------- | ---------------------------------------------------- |
| 1    | ■佐世保線 | 下行   | 早岐、佐世保方向             | 除早上兩班外可直通至佐世保外，其餘列車需在早岐站轉乘 |
| 2    | ■佐世保線 | 上行   | 江北、鳥栖、博多、門司港方向 |                                                      |

## 歷史
- 1897年7月10日：九州鐵道武雄站（現時為武雄溫泉站）至早岐站之間開通，此站啟用。
- 1907年7月1日：九州鐵道（第一代）被國有化，成為帝國鐵道廳車站[1][2]。
- 1962年2月15日：取消貨物提取服務[3]。
- 1972年2月10日：取消手提行李提取服務[4][3]。同時亦無人化[5]。
- 1987年4月1日：隨國鐵分割民營化，車站由九州旅客鐵道（JR九州）營運[6]。
- 2024年度：開始支援SUGOCA付款，並加設對應IC卡出、入閘的讀寫器[7]。

## 使用狀況
在2010年度，1日平均乘車人次為52人，自2017年起，由於每日平均乘車人數不足100人，因此在JR九州的每年首300名車站排名中皆未有公佈。
| 乘車人次變化 | 乘車人次變化 |
| 年度         | 1日平均人次  |
| ------------ | ------------ |
| 2000         | 100          |
| 2001         | 86           |
| 2002         | 79           |
| 2003         | 66           |
| 2004         | 62           |
| 2005         | 62           |
| 2006         | 64           |
| 2007         |              |
| 2008         |              |
| 2009         |              |
| 2010         | 52           |
|              |              |
| 2017年起     | <100         |

## 相鄰車站
九州旅客鐵道（JR九州）
■佐世保線
有田－（西有田信號站）－三河內－早岐

## 外部連結
- JR九州三河內站 （页面存档备份，存于）